# جائزة ألدو روفيرا
جائزة ألدو روفيرا هي الجائزة التي نادي برشلونة لأفضل لاعب في الموسم، ويتم التصويت من قبل لجنة تحكيم تتألف من مجلس الإدارة ورؤساء الرياضة في وسائل الإعلام الكاتالونية. تم إنشاء الجائزة في عام 2010 في ذكرى ابن مدرب برشلونة السابق، جوزيب لويس روفيرا، الذي توفي في حادث سيارة / حادث مرور قبل عام.
فاز الأرجنتيني ليونيل ميسي بالجائزة الافتتاحية في موسم 2009–10، كما فاز أيضا بالجائزة في ست مرات "رقم قياسي".

## قائمة الفائزون

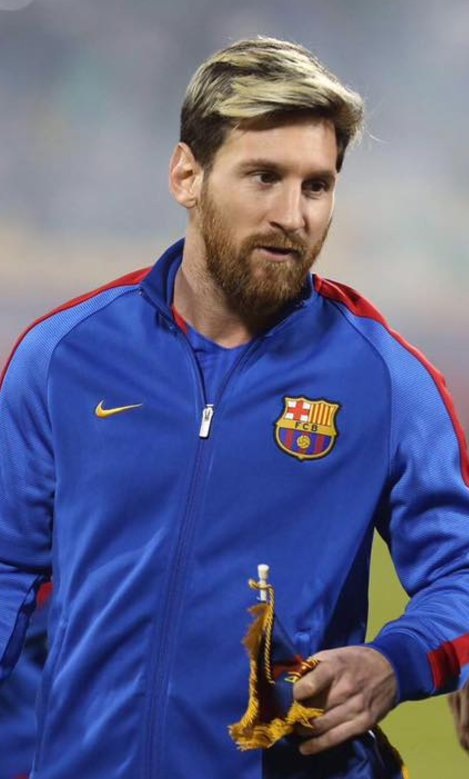
ليونيل ميسي هو أكثر لاعب فاز بالجائزة بست مرات.

| الموسم  | البلد      | اللاعب           | م.    |
| ------- | ---------- | ---------------- | ----- |
| 2009–10 | الأرجنتين  | ليونيل ميسي      |       |
| 2010–11 | فرنسا      | إريك أبيدال      |       |
| 2011–12 | الأرجنتين  | ليونيل ميسي      |       |
| 2012–13 | الأرجنتين  | ليونيل ميسي      |       |
| 2013–14 | الأرجنتين  | خافيير ماسكيرانو | [ 5 ] |
| 2014–15 | الأرجنتين  | ليونيل ميسي      |       |
| 2015–16 | الأوروغواي | لويس سواريز      |       |
| 2016–17 | الأرجنتين  | ليونيل ميسي      | [ 4 ] |
| 2017–18 | الأرجنتين  | ليونيل ميسي      | [ 6 ] |
| 2018–19 | إسبانيا    | جيرارد بيكيه     | [ 7 ] |

## الإحصائيات

### الفائزين حسب اللاعب
| اللاعب           | الفوز |
| ---------------- | ----- |
| ليونيل ميسي      | 6     |
| إريك أبيدال      | 1     |
| خافيير ماسكيرانو | 1     |
| لويس سواريز      | 1     |
| جيرارد بيكيه     | 1     |

## وصلات خارجية
- الموقع الرسمي للنادي